# 한상혁 (축구 선수)
한상혁(1991년 11월 19일 ~ )는 대한민국의 전 축구 선수이며 포지션은 골키퍼였다.